# 부곡차량
부곡차량(富谷車輛)은 1966년에 설립되어 1973년에 없어진 철도 차량 제작 회사이다.

## 설립 목적
1960년대부터 대한민국에서 IBRD 차관을 들여와 철도 차량을 제작하고자 했다. 이때 특정 업체가 독점할 경우 차량 납품가가 올라갈 것을 우려한 정부는 철도 차량 제작이 가능한 회사를 정해 제작을 의뢰했다. 이때 정해진 회사는 부곡차량, 한국기계공업, 대한조선공사 3사였다.

## 연혁
- 1966년 7월: 남영금속주식회사로 설립 (철도청장이 퇴임 후 세움)
- 1969년 6월: 부곡차량으로 사명 변경
- 1972년 11월: 회사의 경매신청
- 1973년 6월: 한국기계공업에 인수

## 같이 보기
- 한국기계공업
- 대한조선공사
- 현대로템